# Lynel Kitambala
Lynel Kitambala (Creil, Francia, 26 de octubre de 1988) es un futbolista francés, de origen congoleño. Juega de delantero y su equipo es el U. S. Chantilly del Championnat National 3.

## Selección nacional
Ha sido internacional con la selección de fútbol sub-21 de Francia, disputando con esta selección el Torneo Esperanzas de Toulon de 2010.

## Clubes
| Club                    | País       | Año       |
| ----------------------- | ---------- | --------- |
| A. J. Auxerre           | Francia    | 2008-2010 |
| Dijon F. C. O. (cedido) | Francia    | 2009-2010 |
| F. C. Lorient           | Francia    | 2010-2011 |
| A. S. Saint-Étienne     | Francia    | 2011-2014 |
| Dinamo Dresde (cedido)  | Alemania   | 2012-2013 |
| A. J. Auxerre (cedido)  | Francia    | 2013-2014 |
| Charleroi S. C.         | Bélgica    | 2014-2015 |
| P. F. C. Levski Sofia   | Bulgaria   | 2015-2016 |
| Union Saint-Gilloise    | Bélgica    | 2016      |
| Apollon Smyrnis         | Grecia     | 2017-2018 |
| F. K. Senica            | Eslovaquia | 2018      |
| S. C. Farense           | Portugal   | 2019      |
| J. S. Saint-Pierroise   | Francia    | 2019-2020 |
| F. C. 93 Bobigny        | Francia    | 2020      |
| U. S. Chantilly         | Francia    | 2021-     |